# Rhododendron bachii
Rhododendron bachii är en ljungväxtart som beskrevs av H. Lév. Rhododendron bachii ingår i släktet rododendron, och familjen ljungväxter. Inga underarter finns listade i Catalogue of Life.